# Жан Амери
Жан Амери́ (нем. Jean Améry, собственно Ханс [Хаим] Ма́йер, нем. Hans Mayer; 31 октября 1912, Вена — 17 октября 1978, Зальцбург) — австрийский писатель, журналист, кинокритик, мыслитель-эссеист.

## Биография

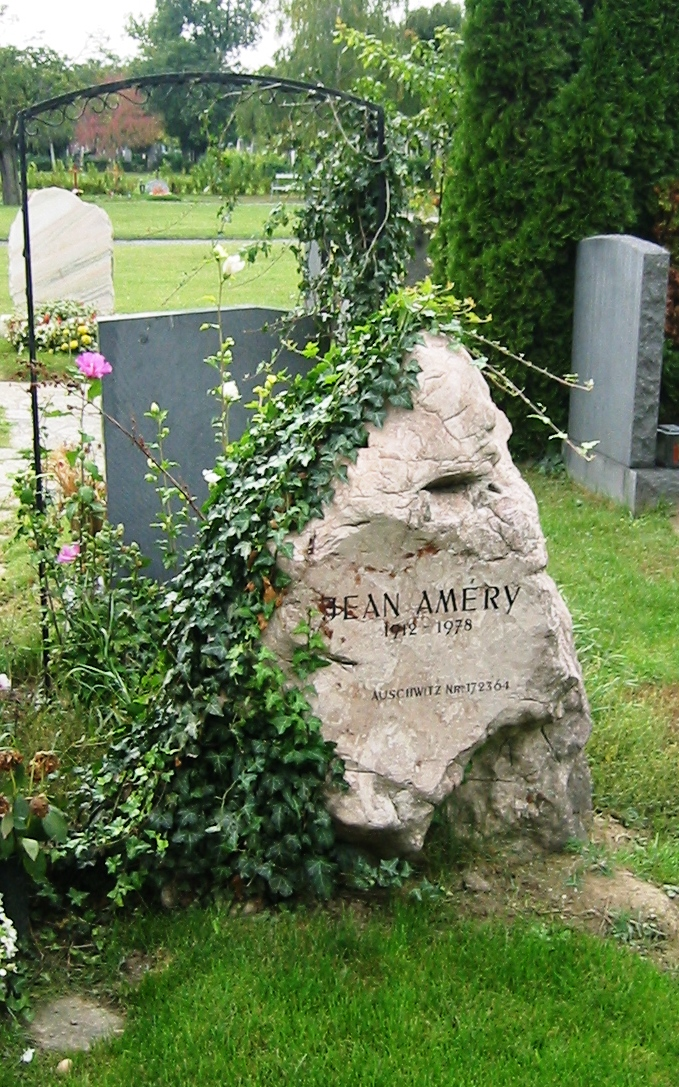
Могила Жана Амери на Центральном кладбище в Вене

Ганс Майер родился в Вене 31 октября 1912 года. Его отец погиб на фронте во время Первой мировой войны, мать воспитала сына в католической вере, хоть они с сыном и были евреями. Рос в городке Хоэнемс (земля Форарльберг в Альпах, на крайнем западе Австрии), где его семья жила с XVII века. Изучал в Вене философию и литературу, был близок к Венскому кружку, печатался в литературном журнале «Die Brücke» (1934). Прочитав Нюрнбергские законы нацистов о евреях (1935) осознал себя евреем. После аншлюса Австрии в марте 1938 года эмигрировал во Францию, а в 1941 году — в Бельгию вместе со своей женой-еврейкой Региной, которая позже умерла из-за болезни сердца.
После начала Второй Мировой войны и оккупации Бельгии был схвачен нацистами и отправлен в концлагерь Гюрс, но затем сбежал из него и примкнул к Сопротивлению. В июле 1943 года был арестован гестапо за антинацистскую пропаганду, подвергался пыткам в бельгийском лагере-крепости Бреендонк. Когда было установлено, что о нём нет никакой информации был сослан в Освенцим. Не имея каких-либо профессиональных навыков, он был назначен на тяжелые физические работы, строил фабрику IG Farben в трудовом лагере Аушвиц. Перед началом советского наступления на территорию Польши, он был эвакуирован сначала в Бухенвальд, а затем в Берген-Бельзен, где в апреле 1945 года был освобожден британской армией.
После войны вернулся в Брюссель, взял псевдоним Жан Амери, переделав собственное имя на французский манер, долгое время отказывался печататься в Германии и Австрии и рассказывать о лагерном опыте. В 1964 году, уступив просьбам немецкого писателя Хельмута Хайссенбюттеля, работавшего на радио Южной Германии, Жан Амери выступил с текстом о судьбе интеллектуалов в концлагере. Это положило начало его работе над трудом «За пределами вины и искупления», вышедшей в 1966 и по нынешний день остающейся одной из главных книг о концлагере, Холокосте и судьбе евреев в нацистской Германии. Фигуры лагерника и еврея, еврея-заключённого, обречённого на неминуемое уничтожение, становятся для Жана Амери точками отсчёта для выработки философии нового, радикального (или интегрального) гуманизма. Другая из наиболее известных книг Жана Амери — «Самоубийство» (1976).
Через два года он покончил с собой в зальцбургской гостинице, приняв смертельную дозу барбитуратов. Похоронен в Вене.

## Признание
Лауреат премий Немецкой критики (1970) и Литературной премии Баварской академии изящных искусств (1972), премии Вены за публицистику (1976), премии Лессинга города Гамбург (1977). Книги переведены на английский, французский, итальянский, испанский, нидерландский, польский, чешский, словацкий, румынский, венгерский, русский языки.

## Произведения
- Die Schiffbrüchigen. Roman (1935)
- Karrieren und Köpfe: Bildnisse Berühmter Zeitgenossen. Zurich: Thomas, 1955.
- Teenager-Stars: Idole Unserer Zeit. Vienna: Albert Müller, 1960.
- Im Banne Des Jazz: Bildnisse Grosser Jazz-Musiker. Vienna: Albert Muller, 1961.
- Geburt der Gegenwart: Gestalten und Gestaltungen Der Westlicen Zivilisation Seit Kriegsende. Olten: Walter, 1961.
- Gerhart Hauptmann: Der Ewige Deutsche. Stieglitz: Handle, 1963
- Jenseits Von Schuld und Sühne: Bewältigungsversuche eines Überwältigen. Munich: Szczesny, 1966.
- Über Das Altern: Revolte Und Resignation. Stuttgart: Klett, 1968.
- Unmeisterliche Wanderjahre. Stuttgart: Klett, 1971.
- Lefeu Oder Der Abbruch. Stuttgart: Klett, 1974.
- Hand an Sich Legen. Stuttgart: Klett, 1976.
- Charles Bovary, Landarzt. Stuttgart: Klett, 1978.
- Bücher aus Der Jugend Unseres Jahrhunderts. Stuttgart: Klett Cotta, 1981.
- Der Integrale Humanismus: Zwischen Philosophie Und Literatur. Aufsätze Und Kritiken Eines Lesers, 1966—1978. Stuttgart: Klett-Cotta, 1985.
- Jean Amery, der Grenzganger: Gesprach mit Ingo Hermann in der Reihe «Zeugen des Jahrhunderts»/ Ed. Jürgen Voigt. Göttingen: Lamuv, 1992 (интервью).
- Cinema: Arbeiten zum Film. Stuttgart: Kletta-Cotta, 1994.

## Сводные издания
- Werke in 9 Bänden. Stuttgart: Kletta-Cotta, 2002- (издание продолжается)

## Публикации на русском языке
- Размышления о «еврее эпохи Катастрофы»//Евреи в современном мире. Т. 1. Иерусалим; Москва: Гешарим; Мосты культуры, 2003, с.555-559.
- Ж. Амери. По ту сторону преступления и наказания. Москва. Новое издательство. 2015
- Жан Амери. Почётный антисемитизм. liberadio. (1969)